# Coupe du monde cycliste féminine de Montréal 2007
La 10e édition de la Coupe du monde cycliste féminine de Montréal a lieu le 2 juin 2007. C'est la sixième épreuve de la Coupe du monde. Elle est remportée par l'Italienne Fabiana Luperini.

## Équipes
| Équipes féminines professionnelles (12)- DSB Bank - Team Expresscopy.com - Flexpoint - Giant Pro Cycling - Team Getränke-Hoffmann - Menikini-Selle Italia-Gysko - Equipe Nürnberger Versicherung - Raleigh Lifeforce Creation HB - Safi-Pasta Zara Manhattan - T-Mobile - Team Lipton - Uniqa Équipes nationales (4)- Australie - Cuba - Nouvelle-Zélande - Russie Équipe féminines amateur (10)- Advil Chapstick - Colavita-Sutter Home p/b Cooking Light - Cheerwine - Equipe Cascades - Marinoni-Cadence - Terry Precision - Tibco - Target Training - Vinci-Specialized - Webcor Builders |
| |

## Parcours

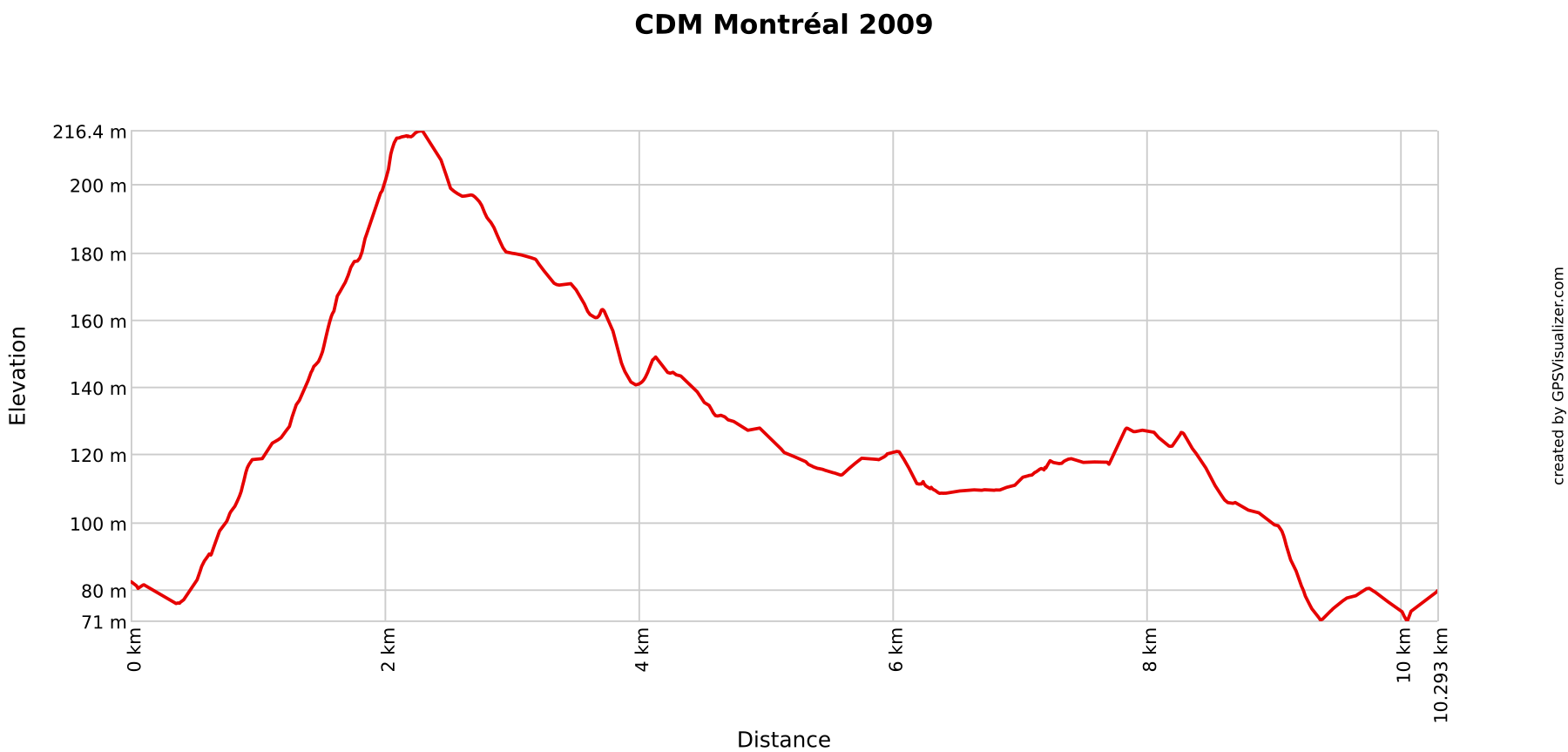
Profil du circuit

Douze tours d'un circuit long de 10 km autour du Mont Royal.

## Favorites
Nicole Cooke est l'une des favorites de l'épreuve. Elle doit faire face à Judith Arndt et Marianne Vos.

## Récit de la course
Au septième tour, un groupe de vingt se forme dans la côte. Dans le tour suivant, Edwige Pitel, Fabiana Luperini et Mara Abbott contrent une attaque de Katheryn Curi et s'isolent en tête. Lors de l'ascension suivante, Pitel est distancée. Derrière, un groupe de chasse de onze coureuses se forme. Au dernier passage sur la ligne, Jeannie Longo et Chantal Beltman s'extraient de ce groupe. Christine Thorburn et Kristin Armstrong les suivent. Judith Arndt provoque le regroupement de ces divers groupes. Abbott et Luperini se départagent au sprint, l'Italienne se montre plus rapide. Derrière, Judith Arndt prend la troisième place.

## Classements

### Classement final
| \| Classement général \| Classement général \| Classement général \| Classement général \| Classement général \| \| Coureuse \| Coureuse \| Pays \| Équipe \| Temps \| \| ------------------ \| ------------------ \| ------------------ \| ------------------------------ \| ------------------ \| \| 1re \| Fabiana Luperini \| Italie \| Menikini-Selle Italia-Gysko \| 3 h 07 min 35 s \| \| 2e \| Mara Abbott \| États-Unis \| Webcor Builders \| + 2 s \| \| 3e \| Judith Arndt \| Allemagne \| T-Mobile \| + 57 s \| \| 4e \| Marianne Vos \| Pays-Bas \| DSB Bank \| + 1 min 11 s \| \| 5e \| Nicole Cooke \| Royaume-Uni \| Raleigh Lifeforce Creation HB \| + 1 min 11 s \| \| 6e \| Oenone Wood \| Australie \| T-Mobile \| + 1 min 11 s \| \| 7e \| Jeannie Longo \| France \| Uniqa \| + 1 min 11 s \| \| 8e \| Trixi Worrack \| Allemagne \| Equipe Nürnberger Versicherung \| + 1 min 11 s \| \| 9e \| Amber Neben \| États-Unis \| Flexpoint \| + 1 min 17 s \| \| 10e \| Claudia Häusler \| Allemagne \| Equipe Nürnberger Versicherung \| + 1 min 22 s \| |                  |             |                                |                 |
| |                  |             |                                |                 |
| |                  |             |                                |                 |
| Classement général |                  |             |                                |                 |
| Coureuse | Coureuse         | Pays        | Équipe                         | Temps           |
| 1re | Fabiana Luperini | Italie      | Menikini-Selle Italia-Gysko    | 3 h 07 min 35 s |
| 2e | Mara Abbott      | États-Unis  | Webcor Builders                | + 2 s           |
| 3e | Judith Arndt     | Allemagne   | T-Mobile                       | + 57 s          |
| 4e | Marianne Vos     | Pays-Bas    | DSB Bank                       | + 1 min 11 s    |
| 5e | Nicole Cooke     | Royaume-Uni | Raleigh Lifeforce Creation HB  | + 1 min 11 s    |
| 6e | Oenone Wood      | Australie   | T-Mobile                       | + 1 min 11 s    |
| 7e | Jeannie Longo    | France      | Uniqa                          | + 1 min 11 s    |
| 8e | Trixi Worrack    | Allemagne   | Equipe Nürnberger Versicherung | + 1 min 11 s    |
| 9e | Amber Neben      | États-Unis  | Flexpoint                      | + 1 min 17 s    |
| 10e | Claudia Häusler  | Allemagne   | Equipe Nürnberger Versicherung | + 1 min 22 s    |

## Liste des participantes
| Légende | Légende                                                                                       | Légende | Légende                                                    |
| ------- | --------------------------------------------------------------------------------------------- | ------- | ---------------------------------------------------------- |
| Num     | Dossard de départ porté par le coureur sur cette Coupe du monde cycliste féminine de Montréal | Pos     | Position à l'arrivée de la course                          |
|         | Indique un maillot de champion national ou mondial, suivi de sa spécialité                    | NP      | Indique un coureur qui n'a pas pris le départ de la course |
| AB      | Indique un coureur qui n'a pas terminé la course                                              | HD      | Indique un coureur qui a terminé la course hors des délais |

| Raleigh Lifeforce Creation HB RLT | Raleigh Lifeforce Creation HB RLT | Raleigh Lifeforce Creation HB RLT |
| --------------------------------- | --------------------------------- | --------------------------------- |
| Num                               | Coureuse                          | Pos                               |
| 1                                 | Nicole Cooke (GBR)                | 5e                                |
| 2                                 | Sarah Düster (GER)                | AB                                |
| 3                                 | Nikki Butterfield (AUS)           | 28e                               |
| 4                                 | Patricia Schwager (SUI)           | AB                                |
| 5                                 | Tanja Slater (GBR)                | AB                                |
| 6                                 | Joanne Kiesanowski (NZL)          | 18e                               |

| Menikini-Selle Italia-Gysko MSG | Menikini-Selle Italia-Gysko MSG | Menikini-Selle Italia-Gysko MSG |
| ------------------------------- | ------------------------------- | ------------------------------- |
| Num                             | Coureuse                        | Pos                             |
| 11                              | Fabiana Luperini (ITA)          | 1re                             |
| 12                              | Olivia Gollan (AUS)             | 32e                             |
| 13                              | Sigrid Corneo (ITA)             | 17e                             |
| 14                              | Karin Aune (SWE)                | 40e                             |
| 15                              | Élodie Touffet (FRA)            | AB                              |
| 16                              | Rochelle Gilmore (AUS)          | AB                              |

| T-Mobile TMP | T-Mobile TMP            | T-Mobile TMP |
| ------------ | ----------------------- | ------------ |
| Num          | Coureuse                | Pos          |
| 21           | Judith Arndt (GER)      | 3e           |
| 22           | Katherine Bates (AUS)   | AB           |
| 23           | Chantal Beltman (NED)   | 21e          |
| 24           | Anke Wichmann (GER)     | AB           |
| 25           | Oenone Wood (AUS)       | 6e           |
| 26           | Kimberly Anderson (USA) | AB           |

| Equipe Nürnberger Versicherung NUR | Equipe Nürnberger Versicherung NUR | Equipe Nürnberger Versicherung NUR |
| ---------------------------------- | ---------------------------------- | ---------------------------------- |
| Num                                | Coureuse                           | Pos                                |
| 31                                 | Andrea Graus (AUT)                 | 14e                                |
| 32                                 | Claudia Häusler (GER)              | 10e                                |
| 33                                 | Marie Lindberg (SWE)               | 55e                                |
| 34                                 | Regina Schleicher (GER)            | AB                                 |
| 35                                 | Claudia Stumpf (GER)               | AB                                 |
| 36                                 | Trixi Worrack (GER)                | 8e                                 |

| Palo Alto Bicycle Shop-Tibco ___ | Palo Alto Bicycle Shop-Tibco ___ | Palo Alto Bicycle Shop-Tibco ___ |
| -------------------------------- | -------------------------------- | -------------------------------- |
| Num                              | Coureuse                         | Pos                              |
| 41                               | Brooke Miller (USA)              | AB                               |
| 42                               | Victoria Bastide (SWE)           | 70e                              |
| 43                               | Katherine Lambden (USA)          | AB                               |
| 44                               | Liza Rachetto (USA)              |                                  |
| 45                               | Marisa Asplund (USA)             | 38e                              |
| 46                               | Stacy Marple (USA)               | 41e                              |

| Flexpoint FLX | Flexpoint FLX          | Flexpoint FLX |
| ------------- | ---------------------- | ------------- |
| Num           | Coureuse               | Pos           |
| 51            | Loes Markerink (NED)   | AB            |
| 52            | Amber Neben (USA)      | 9e            |
| 53            | Iris Slappendel (NED)  | AB            |
| 54            | Suzanne van Veen (NED) | 59e           |

| Team Lipton LIP | Team Lipton LIP         | Team Lipton LIP |
| --------------- | ----------------------- | --------------- |
| Num             | Coureuse                | Pos             |
| 61              | Kristin Armstrong (USA) | 19e             |
| 62              | Lauren Franges (USA)    | AB              |
| 63              | Kristen Lasasso (USA)   | 50e             |
| 64              | Meredith Miller (USA)   | AB              |
| 65              | Kori Seehafer (USA)     | 49e             |
| 66              | Lara Kroepsch (USA)     | AB              |

| Team Expresscopy.com ECC | Team Expresscopy.com ECC | Team Expresscopy.com ECC |
| ------------------------ | ------------------------ | ------------------------ |
| Num                      | Coureuse                 | Pos                      |
| 71                       | Erinne Willock (CAN)     | 72e                      |
| 72                       | Jessica Phillips (USA)   | AB                       |
| 73                       | Melissa Holt (NZL)       | AB                       |
| 74                       | Joëlle Numainville (CAN) | AB                       |
| 75                       | Anne Samplonius (CAN)    | 44e                      |
| 76                       | Gina Grain (CAN)         | AB                       |

| Webcor Builders ___ | Webcor Builders ___      | Webcor Builders ___ |
| ------------------- | ------------------------ | ------------------- |
| Num                 | Coureuse                 | Pos                 |
| 81                  | Christine Thorburn (USA) | 11e                 |
| 82                  | Katheryn Curi (USA)      | 46e                 |
| 83                  | Amber Rais (USA)         | AB                  |
| 84                  | Rachel Heal (GBR)        | 45e                 |
| 85                  | Mara Abbott (USA)        | 2e                  |
| 86                  | Helen Kelly (AUS)        | AB                  |

| Uniqa UNG | Uniqa UNG                | Uniqa UNG |
| --------- | ------------------------ | --------- |
| Num       | Coureuse                 | Pos       |
| 91        | Jeannie Longo (FRA)      | 7e        |
| 92        | Edwige Pitel (FRA)       | 12e       |
| 93        | Monika Schachl (AUT)     | 20e       |
| 94        | Veronika Sprügl (AUT)    | 53e       |
| 95        | Bernadette Schober (AUT) | AB        |

| Australie AUS | Australie AUS    | Australie AUS |
| ------------- | ---------------- | ------------- |
| Num           | Coureuse         | Pos           |
| 101           | Vicki Whitelaw   | 33e           |
| 102           | Candice Sullivan | AB            |
| 103           | Jocelyn Loane    | 42e           |
| 104           | Carla Ryan       | 52e           |
| 105           | Sara Carrigan    | AB            |
| 106           | Lorian Graham    | 27e           |

| Colavita-Sutter Home p/b Cooking Light ___ | Colavita-Sutter Home p/b Cooking Light ___ | Colavita-Sutter Home p/b Cooking Light ___ |
| ------------------------------------------ | ------------------------------------------ | ------------------------------------------ |
| Num                                        | Coureuse                                   | Pos                                        |
| 111                                        | Alexandra Wrubleski (CAN)                  | 16e                                        |
| 112                                        | Tina Pic (USA)                             | 22e                                        |
| 113                                        | Dotsie Bausch (USA)                        | 47e                                        |
| 114                                        | Iona Wynter                                | AB                                         |
| 115                                        | Alison Powers (USA)                        | 48e                                        |
| 116                                        | Stacey Spencer (CAN)                       | AB                                         |

| Advil Chapstick ___ | Advil Chapstick ___    | Advil Chapstick ___ |
| ------------------- | ---------------------- | ------------------- |
| Num                 | Coureuse               | Pos                 |
| 121                 | Tara Ross (CAN)        | AB                  |
| 122                 | Kirsten Frattini (CAN) | AB                  |
| 123                 | Elisa Gagnon (CAN)     | 62e                 |
| 124                 | Amanda Sin (CAN)       | 69e                 |
| 125                 | Heather Labance (USA)  | 64e                 |

| Nouvelle-Zélande NZL | Nouvelle-Zélande NZL | Nouvelle-Zélande NZL |
| -------------------- | -------------------- | -------------------- |
| Num                  | Coureuse             | Pos                  |
| 131                  | Michelle Hyland      | 65e                  |
| 132                  | Carissa Wilkes       | 54e                  |
| 133                  | Georgina Waibl       | 43e                  |
| 134                  | Toni Bradshaw        | 31e                  |
| 135                  | Serena Sheridan      | 35e                  |
| 136                  | Marina Duvnjak       | AB                   |

| Equipe Cascades CAS | Equipe Cascades CAS      | Equipe Cascades CAS |
| ------------------- | ------------------------ | ------------------- |
| Num                 | Coureuse                 | Pos                 |
| 141                 | Johanne Cyr (CAN)        | 66e                 |
| 142                 | Jessica Burns (CAN)      | AB                  |
| 143                 | Caroline Montmigny (CAN) | AB                  |
| 144                 | Joanie Caron (CAN)       | AB                  |
| 145                 | Julie Bellerose (CAN)    | AB                  |
| 146                 | Geneviève Gagnon (CAN)   | AB                  |

| Russie RUS | Russie RUS              | Russie RUS |
| ---------- | ----------------------- | ---------- |
| Num        | Coureuse                | Pos        |
| 151        | Alexandra Burtschenkowa | 51e        |
| 152        | Elena Novikova          | 39e        |
| 153        | Venera Absalyamova      | 56e        |
| 154        | Elena Gayun             | 61e        |
| 155        | Ekaterina Malomoura     |            |
| 156        | Yulia Aroustamova       | 24e        |

| DSB Bank DSB | DSB Bank DSB           | DSB Bank DSB |
| ------------ | ---------------------- | ------------ |
| Num          | Coureuse               | Pos          |
| 161          | Marianne Vos (NED)     | 4e           |
| 162          | Adrie Visser (NED)     | AB           |
| 163          | Sharon van Essen (NED) |              |
| 164          | Ludivine Henrion (BEL) |              |
| 165          | Andrea Bosman (NED)    | 23e          |
| 165          | Noortje Tabak (NED)    | AB           |

| Cheerwine ___ | Cheerwine ___            | Cheerwine ___ |
| ------------- | ------------------------ | ------------- |
| Num           | Coureuse                 | Pos           |
| 171           | Laura Van Gilder (USA)   |               |
| 172           | Catherine Cheatley (NZL) | 26e           |
| 173           | Leigh Hobson (CAN)       | 25e           |
| 174           | Betina Hold (CAN)        | 29e           |
| 175           | Christine Ruiter (USA)   | 34e           |
| 176           | Brooke Ourada (NZL)      | 30e           |

| Terry Precision ___ | Terry Precision ___  | Terry Precision ___ |
| ------------------- | -------------------- | ------------------- |
| Num                 | Coureuse             | Pos                 |
| 181                 | Naomi Cermak (CAN)   | AB                  |
| 182                 | Kerri Litka (USA)    | 71e                 |
| 183                 | Ireen Wieditz (CAN)  | AB                  |
| 184                 | Rosie Garlapow (USA) | AB                  |
| 185                 | Ann Hansgate (USA)   | AB                  |
| 186                 | Megan Guarnier (USA) | AB                  |

| Safi-Pasta Zara Manhattan SAF | Safi-Pasta Zara Manhattan SAF | Safi-Pasta Zara Manhattan SAF |
| ----------------------------- | ----------------------------- | ----------------------------- |
| Num                           | Coureuse                      | Pos                           |
| 191                           | Giorgia Bronzini (ITA)        | AB                            |
| 192                           | Alessandra Borchi (ITA)       | AB                            |
| 193                           | Daniela Fusar Poli (ITA)      | AB                            |
| 194                           | Luisa Tamanini (ITA)          | AB                            |
| 195                           | Diana Žiliūtė (LTU)           | AB                            |
| 196                           | Anna Zugno (ITA)              |                               |

| Cuba CUB | Cuba CUB           | Cuba CUB |
| -------- | ------------------ | -------- |
| Num      | Coureuse           | Pos      |
| 201      | Yoanka González    | AB       |
| 202      | Yumari González    | AB       |
| 203      | Dalila Rodríguez   | AB       |
| 204      | Yudelmis Domínguez | 60e      |
| 205      | Yeima Torres       | AB       |

| Vinci-Specialized ___ | Vinci-Specialized ___   | Vinci-Specialized ___ |
| --------------------- | ----------------------- | --------------------- |
| Num                   | Coureuse                | Pos                   |
| 211                   | Karol-Ann Canuel (CAN)  | AB                    |
| 212                   | Annette Beutler (SUI)   | 13e                   |
| 213                   | Emilie Roy (CAN)        | AB                    |
| 214                   | Marie-Pier Bedard (CAN) | AB                    |

| Giant Pro Cycling GPC | Giant Pro Cycling GPC | Giant Pro Cycling GPC |
| --------------------- | --------------------- | --------------------- |
| Num                   | Coureuse              | Pos                   |
| 221                   | Xiaoning Gao (CHN)    | AB                    |
| 222                   | Wang Fei (CHN)        | AB                    |
| 223                   | Xiangyin Ruan (CHN)   | 63e                   |
| 224                   | Ma Sufen (CHN)        | 58e                   |

| Team Getränke-Hoffmann TGH | Team Getränke-Hoffmann TGH | Team Getränke-Hoffmann TGH |
| -------------------------- | -------------------------- | -------------------------- |
| Num                        | Coureuse                   | Pos                        |
| 231                        | Theresa Senff (GER)        | AB                         |
| 232                        | Tina Liebig (GER)          | 15e                        |
| 233                        | Virginia Hennig (GER)      | AB                         |
| 234                        | Natalie Bates (AUS)        | 36e                        |
| 235                        | Elke Gebhardt (GER)        | AB                         |

| Marinoni-Cadence ___ | Marinoni-Cadence ___      | Marinoni-Cadence ___ |
| -------------------- | ------------------------- | -------------------- |
| Num                  | Coureuse                  | Pos                  |
| 241                  | Julie Marceau (CAN)       | AB                   |
| 242                  | Magali Tisseyre (CAN)     | AB                   |
| 243                  | Jennifer Wilson (USA)     | AB                   |
| 244                  | Jennifer Stephenson (CAN) | 57e                  |
| 245                  | Kathleen Villeneuve (CAN) | AB                   |

| Target Training ___ | Target Training ___       | Target Training ___ |
| ------------------- | ------------------------- | ------------------- |
| Num                 | Coureuse                  | Pos                 |
| 251                 | Anna Milkowski (USA)      | 67e                 |
| 252                 | Mandy Lozano (USA)        | AB                  |
| 253                 | Andrea Myers (USA)        | AB                  |
| 254                 | Hiroko Shimada (JPN)      | 68e                 |
| 255                 | Kathleen Billington (USA) | AB                  |
| 256                 | Amanda Butler (CAN)       |                     |

| Raleigh Lifeforce Creation HB RLT | Raleigh Lifeforce Creation HB RLT | Raleigh Lifeforce Creation HB RLT |
| --------------------------------- | --------------------------------- | --------------------------------- |
| Num                               | Coureuse                          | Pos                               |
| 1                                 | Nicole Cooke (GBR)                | 5e                                |
| 2                                 | Sarah Düster (GER)                | AB                                |
| 3                                 | Nikki Butterfield (AUS)           | 28e                               |
| 4                                 | Patricia Schwager (SUI)           | AB                                |
| 5                                 | Tanja Slater (GBR)                | AB                                |
| 6                                 | Joanne Kiesanowski (NZL)          | 18e                               |

| Menikini-Selle Italia-Gysko MSG | Menikini-Selle Italia-Gysko MSG | Menikini-Selle Italia-Gysko MSG |
| ------------------------------- | ------------------------------- | ------------------------------- |
| Num                             | Coureuse                        | Pos                             |
| 11                              | Fabiana Luperini (ITA)          | 1re                             |
| 12                              | Olivia Gollan (AUS)             | 32e                             |
| 13                              | Sigrid Corneo (ITA)             | 17e                             |
| 14                              | Karin Aune (SWE)                | 40e                             |
| 15                              | Élodie Touffet (FRA)            | AB                              |
| 16                              | Rochelle Gilmore (AUS)          | AB                              |

| T-Mobile TMP | T-Mobile TMP            | T-Mobile TMP |
| ------------ | ----------------------- | ------------ |
| Num          | Coureuse                | Pos          |
| 21           | Judith Arndt (GER)      | 3e           |
| 22           | Katherine Bates (AUS)   | AB           |
| 23           | Chantal Beltman (NED)   | 21e          |
| 24           | Anke Wichmann (GER)     | AB           |
| 25           | Oenone Wood (AUS)       | 6e           |
| 26           | Kimberly Anderson (USA) | AB           |

| Equipe Nürnberger Versicherung NUR | Equipe Nürnberger Versicherung NUR | Equipe Nürnberger Versicherung NUR |
| ---------------------------------- | ---------------------------------- | ---------------------------------- |
| Num                                | Coureuse                           | Pos                                |
| 31                                 | Andrea Graus (AUT)                 | 14e                                |
| 32                                 | Claudia Häusler (GER)              | 10e                                |
| 33                                 | Marie Lindberg (SWE)               | 55e                                |
| 34                                 | Regina Schleicher (GER)            | AB                                 |
| 35                                 | Claudia Stumpf (GER)               | AB                                 |
| 36                                 | Trixi Worrack (GER)                | 8e                                 |

| Palo Alto Bicycle Shop-Tibco ___ | Palo Alto Bicycle Shop-Tibco ___ | Palo Alto Bicycle Shop-Tibco ___ |
| -------------------------------- | -------------------------------- | -------------------------------- |
| Num                              | Coureuse                         | Pos                              |
| 41                               | Brooke Miller (USA)              | AB                               |
| 42                               | Victoria Bastide (SWE)           | 70e                              |
| 43                               | Katherine Lambden (USA)          | AB                               |
| 44                               | Liza Rachetto (USA)              |                                  |
| 45                               | Marisa Asplund (USA)             | 38e                              |
| 46                               | Stacy Marple (USA)               | 41e                              |

| Flexpoint FLX | Flexpoint FLX          | Flexpoint FLX |
| ------------- | ---------------------- | ------------- |
| Num           | Coureuse               | Pos           |
| 51            | Loes Markerink (NED)   | AB            |
| 52            | Amber Neben (USA)      | 9e            |
| 53            | Iris Slappendel (NED)  | AB            |
| 54            | Suzanne van Veen (NED) | 59e           |

| Team Lipton LIP | Team Lipton LIP         | Team Lipton LIP |
| --------------- | ----------------------- | --------------- |
| Num             | Coureuse                | Pos             |
| 61              | Kristin Armstrong (USA) | 19e             |
| 62              | Lauren Franges (USA)    | AB              |
| 63              | Kristen Lasasso (USA)   | 50e             |
| 64              | Meredith Miller (USA)   | AB              |
| 65              | Kori Seehafer (USA)     | 49e             |
| 66              | Lara Kroepsch (USA)     | AB              |

| Team Expresscopy.com ECC | Team Expresscopy.com ECC | Team Expresscopy.com ECC |
| ------------------------ | ------------------------ | ------------------------ |
| Num                      | Coureuse                 | Pos                      |
| 71                       | Erinne Willock (CAN)     | 72e                      |
| 72                       | Jessica Phillips (USA)   | AB                       |
| 73                       | Melissa Holt (NZL)       | AB                       |
| 74                       | Joëlle Numainville (CAN) | AB                       |
| 75                       | Anne Samplonius (CAN)    | 44e                      |
| 76                       | Gina Grain (CAN)         | AB                       |

| Webcor Builders ___ | Webcor Builders ___      | Webcor Builders ___ |
| ------------------- | ------------------------ | ------------------- |
| Num                 | Coureuse                 | Pos                 |
| 81                  | Christine Thorburn (USA) | 11e                 |
| 82                  | Katheryn Curi (USA)      | 46e                 |
| 83                  | Amber Rais (USA)         | AB                  |
| 84                  | Rachel Heal (GBR)        | 45e                 |
| 85                  | Mara Abbott (USA)        | 2e                  |
| 86                  | Helen Kelly (AUS)        | AB                  |

| Uniqa UNG | Uniqa UNG                | Uniqa UNG |
| --------- | ------------------------ | --------- |
| Num       | Coureuse                 | Pos       |
| 91        | Jeannie Longo (FRA)      | 7e        |
| 92        | Edwige Pitel (FRA)       | 12e       |
| 93        | Monika Schachl (AUT)     | 20e       |
| 94        | Veronika Sprügl (AUT)    | 53e       |
| 95        | Bernadette Schober (AUT) | AB        |

| Australie AUS | Australie AUS    | Australie AUS |
| ------------- | ---------------- | ------------- |
| Num           | Coureuse         | Pos           |
| 101           | Vicki Whitelaw   | 33e           |
| 102           | Candice Sullivan | AB            |
| 103           | Jocelyn Loane    | 42e           |
| 104           | Carla Ryan       | 52e           |
| 105           | Sara Carrigan    | AB            |
| 106           | Lorian Graham    | 27e           |

| Colavita-Sutter Home p/b Cooking Light ___ | Colavita-Sutter Home p/b Cooking Light ___ | Colavita-Sutter Home p/b Cooking Light ___ |
| ------------------------------------------ | ------------------------------------------ | ------------------------------------------ |
| Num                                        | Coureuse                                   | Pos                                        |
| 111                                        | Alexandra Wrubleski (CAN)                  | 16e                                        |
| 112                                        | Tina Pic (USA)                             | 22e                                        |
| 113                                        | Dotsie Bausch (USA)                        | 47e                                        |
| 114                                        | Iona Wynter                                | AB                                         |
| 115                                        | Alison Powers (USA)                        | 48e                                        |
| 116                                        | Stacey Spencer (CAN)                       | AB                                         |

| Advil Chapstick ___ | Advil Chapstick ___    | Advil Chapstick ___ |
| ------------------- | ---------------------- | ------------------- |
| Num                 | Coureuse               | Pos                 |
| 121                 | Tara Ross (CAN)        | AB                  |
| 122                 | Kirsten Frattini (CAN) | AB                  |
| 123                 | Elisa Gagnon (CAN)     | 62e                 |
| 124                 | Amanda Sin (CAN)       | 69e                 |
| 125                 | Heather Labance (USA)  | 64e                 |

| Nouvelle-Zélande NZL | Nouvelle-Zélande NZL | Nouvelle-Zélande NZL |
| -------------------- | -------------------- | -------------------- |
| Num                  | Coureuse             | Pos                  |
| 131                  | Michelle Hyland      | 65e                  |
| 132                  | Carissa Wilkes       | 54e                  |
| 133                  | Georgina Waibl       | 43e                  |
| 134                  | Toni Bradshaw        | 31e                  |
| 135                  | Serena Sheridan      | 35e                  |
| 136                  | Marina Duvnjak       | AB                   |

| Equipe Cascades CAS | Equipe Cascades CAS      | Equipe Cascades CAS |
| ------------------- | ------------------------ | ------------------- |
| Num                 | Coureuse                 | Pos                 |
| 141                 | Johanne Cyr (CAN)        | 66e                 |
| 142                 | Jessica Burns (CAN)      | AB                  |
| 143                 | Caroline Montmigny (CAN) | AB                  |
| 144                 | Joanie Caron (CAN)       | AB                  |
| 145                 | Julie Bellerose (CAN)    | AB                  |
| 146                 | Geneviève Gagnon (CAN)   | AB                  |

| Russie RUS | Russie RUS              | Russie RUS |
| ---------- | ----------------------- | ---------- |
| Num        | Coureuse                | Pos        |
| 151        | Alexandra Burtschenkowa | 51e        |
| 152        | Elena Novikova          | 39e        |
| 153        | Venera Absalyamova      | 56e        |
| 154        | Elena Gayun             | 61e        |
| 155        | Ekaterina Malomoura     |            |
| 156        | Yulia Aroustamova       | 24e        |

| DSB Bank DSB | DSB Bank DSB           | DSB Bank DSB |
| ------------ | ---------------------- | ------------ |
| Num          | Coureuse               | Pos          |
| 161          | Marianne Vos (NED)     | 4e           |
| 162          | Adrie Visser (NED)     | AB           |
| 163          | Sharon van Essen (NED) |              |
| 164          | Ludivine Henrion (BEL) |              |
| 165          | Andrea Bosman (NED)    | 23e          |
| 165          | Noortje Tabak (NED)    | AB           |

| Cheerwine ___ | Cheerwine ___            | Cheerwine ___ |
| ------------- | ------------------------ | ------------- |
| Num           | Coureuse                 | Pos           |
| 171           | Laura Van Gilder (USA)   |               |
| 172           | Catherine Cheatley (NZL) | 26e           |
| 173           | Leigh Hobson (CAN)       | 25e           |
| 174           | Betina Hold (CAN)        | 29e           |
| 175           | Christine Ruiter (USA)   | 34e           |
| 176           | Brooke Ourada (NZL)      | 30e           |

| Terry Precision ___ | Terry Precision ___  | Terry Precision ___ |
| ------------------- | -------------------- | ------------------- |
| Num                 | Coureuse             | Pos                 |
| 181                 | Naomi Cermak (CAN)   | AB                  |
| 182                 | Kerri Litka (USA)    | 71e                 |
| 183                 | Ireen Wieditz (CAN)  | AB                  |
| 184                 | Rosie Garlapow (USA) | AB                  |
| 185                 | Ann Hansgate (USA)   | AB                  |
| 186                 | Megan Guarnier (USA) | AB                  |

| Safi-Pasta Zara Manhattan SAF | Safi-Pasta Zara Manhattan SAF | Safi-Pasta Zara Manhattan SAF |
| ----------------------------- | ----------------------------- | ----------------------------- |
| Num                           | Coureuse                      | Pos                           |
| 191                           | Giorgia Bronzini (ITA)        | AB                            |
| 192                           | Alessandra Borchi (ITA)       | AB                            |
| 193                           | Daniela Fusar Poli (ITA)      | AB                            |
| 194                           | Luisa Tamanini (ITA)          | AB                            |
| 195                           | Diana Žiliūtė (LTU)           | AB                            |
| 196                           | Anna Zugno (ITA)              |                               |

| Cuba CUB | Cuba CUB           | Cuba CUB |
| -------- | ------------------ | -------- |
| Num      | Coureuse           | Pos      |
| 201      | Yoanka González    | AB       |
| 202      | Yumari González    | AB       |
| 203      | Dalila Rodríguez   | AB       |
| 204      | Yudelmis Domínguez | 60e      |
| 205      | Yeima Torres       | AB       |

| Vinci-Specialized ___ | Vinci-Specialized ___   | Vinci-Specialized ___ |
| --------------------- | ----------------------- | --------------------- |
| Num                   | Coureuse                | Pos                   |
| 211                   | Karol-Ann Canuel (CAN)  | AB                    |
| 212                   | Annette Beutler (SUI)   | 13e                   |
| 213                   | Emilie Roy (CAN)        | AB                    |
| 214                   | Marie-Pier Bedard (CAN) | AB                    |

| Giant Pro Cycling GPC | Giant Pro Cycling GPC | Giant Pro Cycling GPC |
| --------------------- | --------------------- | --------------------- |
| Num                   | Coureuse              | Pos                   |
| 221                   | Xiaoning Gao (CHN)    | AB                    |
| 222                   | Wang Fei (CHN)        | AB                    |
| 223                   | Xiangyin Ruan (CHN)   | 63e                   |
| 224                   | Ma Sufen (CHN)        | 58e                   |

| Team Getränke-Hoffmann TGH | Team Getränke-Hoffmann TGH | Team Getränke-Hoffmann TGH |
| -------------------------- | -------------------------- | -------------------------- |
| Num                        | Coureuse                   | Pos                        |
| 231                        | Theresa Senff (GER)        | AB                         |
| 232                        | Tina Liebig (GER)          | 15e                        |
| 233                        | Virginia Hennig (GER)      | AB                         |
| 234                        | Natalie Bates (AUS)        | 36e                        |
| 235                        | Elke Gebhardt (GER)        | AB                         |

| Marinoni-Cadence ___ | Marinoni-Cadence ___      | Marinoni-Cadence ___ |
| -------------------- | ------------------------- | -------------------- |
| Num                  | Coureuse                  | Pos                  |
| 241                  | Julie Marceau (CAN)       | AB                   |
| 242                  | Magali Tisseyre (CAN)     | AB                   |
| 243                  | Jennifer Wilson (USA)     | AB                   |
| 244                  | Jennifer Stephenson (CAN) | 57e                  |
| 245                  | Kathleen Villeneuve (CAN) | AB                   |

| Target Training ___ | Target Training ___       | Target Training ___ |
| ------------------- | ------------------------- | ------------------- |
| Num                 | Coureuse                  | Pos                 |
| 251                 | Anna Milkowski (USA)      | 67e                 |
| 252                 | Mandy Lozano (USA)        | AB                  |
| 253                 | Andrea Myers (USA)        | AB                  |
| 254                 | Hiroko Shimada (JPN)      | 68e                 |
| 255                 | Kathleen Billington (USA) | AB                  |
| 256                 | Amanda Butler (CAN)       |                     |

Source. Les dossards indiqués sont néanmoins faux. Les dossards sur cette page sont donc très largement de pures spéculations.